# Rubus nemorosoides
Rubus nemorosoides es una especie de planta del género Rubus, perteneciente a la familia Rosaceae.

## Taxonomía
Rubus nemorosoides fue descrita por H. E. Weber en 1978.

## Distribución
Se encuentra en el territorio de Alemania.